# Industrie de l'armement

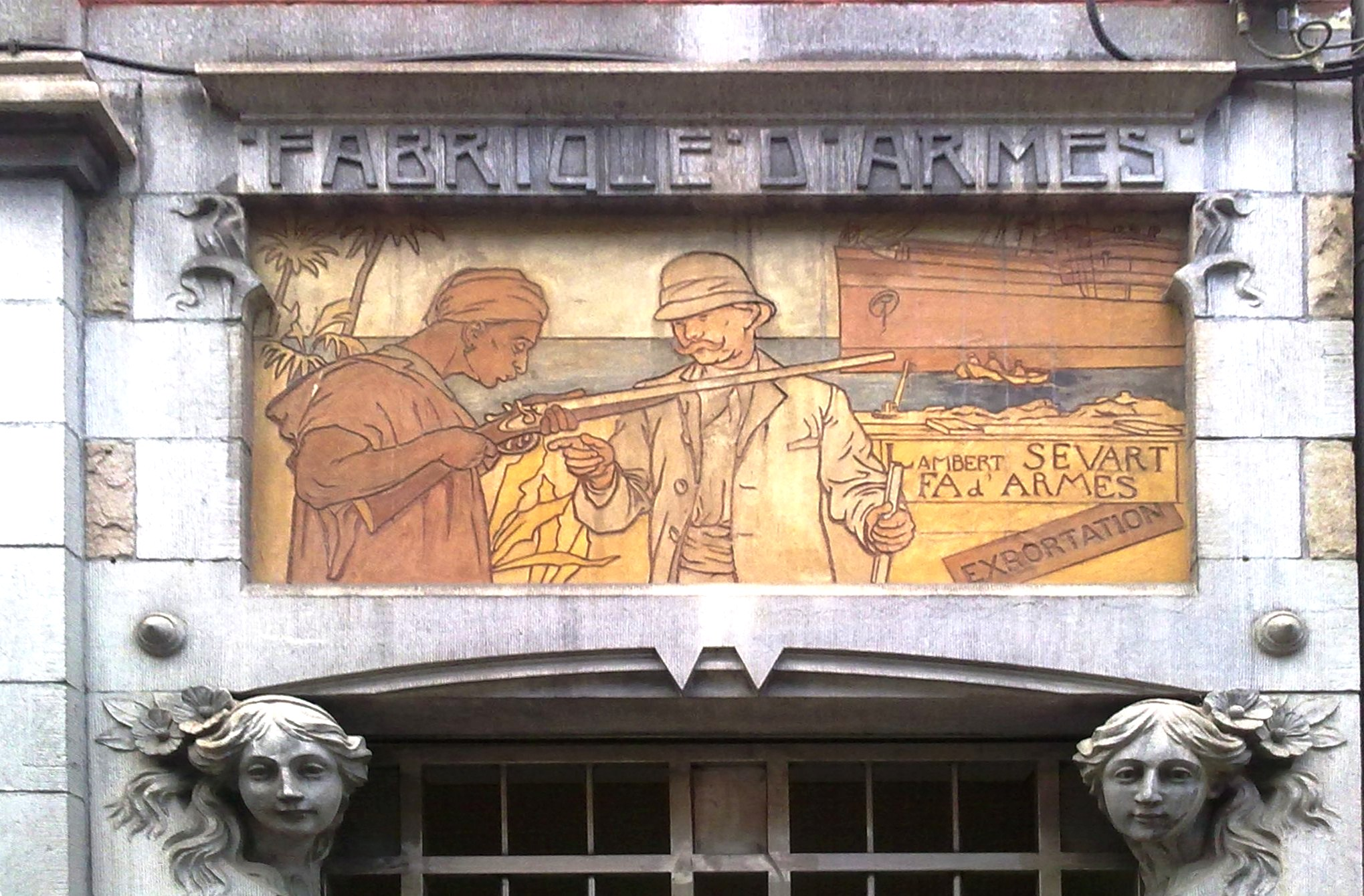
Sgraffite chez le fabricant d'armes L. Sevart, à Liège.

L'industrie de l'armement est la branche du secteur industriel consacrée à la fabrication et au commerce des armes dans les domaines civil et militaire et de systèmes et fournitures militaires.

## Production d'armes
Selon les ONG Oxfam et Amnesty International, 640 millions d'armes légères sont disséminées à travers le monde (une pour dix personnes) en 2013. La production de cartouches militaires est de quatorze milliards par an.
Une large partie des ventes d'armes est issue des surplus militaires ; en effet, au lieu de détruire des armes anciennes ou surnuméraires, les États revendent en général leurs stocks. Le Nigeria, la Lettonie et l'Afrique du Sud sont les seuls États détruisant leurs excédents ou les armes saisies.
À travers le monde, 1 249 entreprises dans plus de 90 pays produisent des armes légères[Quand ?]. Dans certains de ces États, les réglementations commerciales sont quasi inexistantes.

## Principales sociétés du secteur de la Défense
Voici les chiffres de 2021 pour l'année 2020 selon le site spécialisé américain Defense News :
| Rang 2021 | Nom                                                        | Nationalité/ localisation | Revenu de la défense (milliards de USD) | Part du revenu de la défense dans le revenu total (%) |
| --------- | ---------------------------------------------------------- | ------------------------- | --------------------------------------- | ----------------------------------------------------- |
| 1         | Lockheed Martin                                            | États-Unis                | 63,334                                  | 96                                                    |
| 2         | RTX Corporation                                            | États-Unis                | 39,600                                  | 59                                                    |
| 3         | Northrop Grumman                                           | États-Unis                | 32,435                                  | 89                                                    |
| 4         | Aviation Industry Corporation of China                     | Chine                     | 30,971                                  | 37                                                    |
| 5         | Boeing Defense, Space & Security                           | États-Unis                | 30,843                                  | 46                                                    |
| 6         | General Dynamic                                            | États-Unis                | 30,400                                  | 77                                                    |
| 7         | BAE Systems                                                | Royaume-Uni               | 25,238                                  | 96                                                    |
| 8         | China North Industries Group Corporation Limited           | Chine                     | 17,963                                  | 22                                                    |
| 9         | L3Harris Technologies                                      | États-Unis                | 13,927                                  | 82                                                    |
| 10        | China South Industries Group Corporation                   | Chine                     | 13,483                                  | 31                                                    |
| 10        | China State Shipbuilding Corporation                       | Chine                     | 13,379                                  | 20                                                    |
| 11        | China Aerospace Science and Industry Corporation           | Chine                     | 12,060                                  | 32                                                    |
| 12        | Airbus Defence and Space                                   | France                    | 12,004                                  | 27                                                    |
| 13        | Leonardo                                                   | Italie                    | 11,173                                  | 73                                                    |
| 15        | China Electronics Technology Group                         | Chine                     | 10,465                                  | 31                                                    |
| 16        | Thales                                                     | France                    | 9,228                                   | 48                                                    |
| 17        | Huntington Ingalls Industries                              | États-Unis                | 8,654                                   | 92                                                    |
| 18        | Société de sciences et technologies aérospatiales de Chine | Chine                     | 8,305                                   | 21                                                    |
| 19        | Leidos                                                     | États-Unis                | 7,341                                   | 60                                                    |
| 20        | Almaz-Antey                                                | Russie                    | 6,066                                   | 92                                                    |
| 21        | Honeywell                                                  | États-Unis                | 5,826                                   | 18                                                    |
| 22        | Booz Allen Hamilton                                        | États-Unis                | 5,470                                   | 70                                                    |
| 23        | Amentum (en)                                               | États-Unis                | 5,000                                   | 76                                                    |
| 24        | Edge Group                                                 | Émirats arabes unis       | 5,000                                   | 100                                                   |
| 25        | Rolls-Royce                                                | Royaume-Uni               | 4,863                                   | 32                                                    |
| 26        | Safran                                                     | France                    | 4,707                                   | 25                                                    |
| 27        | General Electrics                                          | États-Unis                | 4,386                                   | 6                                                     |
| 28        | Hanwha                                                     | Corée du Sud              | 4,293                                   | 62                                                    |
| 29        | Rheinmetall                                                | Allemagne                 | 4,249                                   | 63                                                    |
| 30        | Elbit Systems                                              | Israël                    | 4,222                                   | 91                                                    |
| 31        | CACI International                                         | États-Unis                | 3,999                                   | 70                                                    |
| 32        | Mitsubishi Heavy industries                                | Japon                     | 3,788                                   | 12                                                    |
| 33        | Naval Group                                                | France                    | 3,766                                   | 100                                                   |
| 34        | Dassault                                                   | France                    | 3,724                                   | 59                                                    |
| 35        | Textron                                                    | États-Unis                | 3,449                                   | 30                                                    |
| 36        | Saab                                                       | Suède                     | 3,385                                   | 88                                                    |
| 37        | Israel Aerospace Industries                                | Israël                    | 3,325                                   | 79                                                    |
| 38        | SAIC                                                       | États-Unis                | 3,292                                   | 47                                                    |
| 39        | Perspecta                                                  | États-Unis                | 3,101                                   | 69                                                    |
| 40        | Bechtel                                                    | États-Unis                | 3,100                                   | 18                                                    |
| 41        | Hindustan Aeronautics Limited                              | Inde                      | 3,000                                   | 93                                                    |
| 42        | Tactical Missiles Corporation                              | Russie                    | 2,919                                   | 98                                                    |
| 43        | KNDS                                                       | Pays-Bas                  | 2,898                                   | 100                                                   |
| 44        | Rafael Advanced Defense Systems                            | Israël                    | 2,787                                   | 100                                                   |
| 45        | KBR                                                        | États-Unis                | 2,739                                   | 48                                                    |
| 46        | Jacobs                                                     | États-Unis                | 2,498                                   | 18                                                    |
| 47        | Oshkosh Corporation                                        | États-Unis                | 2,262                                   | 33                                                    |
| 48        | Aselsan                                                    | Turquie                   | 2,218                                   | 96                                                    |
| 49        | Fincantieri                                                | Italie                    | 2,211                                   | 33                                                    |
| 50        | Transdigm                                                  | États-Unis                | 2,180                                   | 43                                                    |
| 51        | Kawasaki Heavy Industries                                  | Japon                     | 2,026                                   | 14                                                    |
| 52        | ManTech                                                    | États-Unis                | 1,964                                   | 78                                                    |
| 53        | Sierra Nevada Corporation                                  | États-Unis                | 1,918                                   | 80                                                    |
| 54        | Parsons Corporation                                        | États-Unis                | 1,911                                   | 49                                                    |
| 55        | ST Engineering                                             | Singapour                 | 1,885                                   | 36                                                    |
| 56        | Serco                                                      | Royaume-Uni               | 1,736                                   | 35                                                    |
| 57        | Korea Aerospace Industries                                 | Corée du Sud              | 1,716                                   | 72                                                    |
| 58        | BWX Technologies                                           | États-Unis                | 1,634                                   | 77                                                    |
| 59        | Ball Corporation                                           | États-Unis                | 1,495                                   | 13                                                    |
| 60        | Aerojet Rocketdyne Holdings                                | États-Unis                | 1,472                                   | 71                                                    |
| 61        | Bharat Electronics                                         | Inde                      | 1,440                                   | 75                                                    |
| 62        | Melrose Industries                                         | Royaume-Uni               | 1,416                                   | 12                                                    |
| 63        | Vectrus                                                    | États-Unis                | 1,383                                   | 99                                                    |
| 64        | Hensoldt                                                   | Allemagne                 | 1,377                                   | 100                                                   |
| 65        | LIG Nex1                                                   | Corée du Sud              | 1,357                                   | 100                                                   |
| 66        | QinetiQ                                                    | Royaume-Uni               | 1,270                                   | 76                                                    |
| 67        | Curtiss-Wright                                             | États-Unis                | 1,263                                   | 53                                                    |
| 68        | Turkish Aerospace Industries                               | Turquie                   | 1,256                                   | 84                                                    |
| 69        | Austal                                                     | Australie                 | 1,239                                   | 89                                                    |
| 70        | Moog Inc. (en)                                             | États-Unis                | 1,238                                   | 43                                                    |
| 71        | Viasat                                                     | États-Unis                | 1,066                                   | 47                                                    |
| 72        | Kongsberg Gruppen                                          | Norvège                   | 1,064                                   | 39                                                    |
| 73        | Maxar Technologies                                         | États-Unis                | 1,062                                   | 62                                                    |
| 74        | Allion Science and Technologies                            | États-Unis                | 1,045                                   | 95                                                    |
| 75        | Aerospace Corporation                                      | États-Unis                | 1,032                                   | 69                                                    |
| 76        | Navantia                                                   | Espagne                   | 999                                     | 80                                                    |
| 77        | Howmet Aerospace                                           | États-Unis                | 999                                     | 19                                                    |
| 78        | Meggitt                                                    | Royaume-Uni               | 985                                     | 46                                                    |
| 79        | Mitre                                                      | États-Unis                | 984                                     | 55                                                    |
| 80        | PAE                                                        | États-Unis                | 932                                     | 42                                                    |
| 81        | CAE                                                        | Canada                    | 921                                     | 41                                                    |
| 82        | Fluor Corporation                                          | États-Unis                | 864                                     | 6                                                     |
| 83        | Ultra Electronics                                          | Royaume-Uni               | 832                                     | 75                                                    |
| 84        | AAR                                                        | États-Unis                | 812                                     | 38                                                    |
| 85        | Subaru Corporation                                         | Japon                     | 805                                     | 3                                                     |
| 86        | HEICO                                                      | États-Unis                | 786                                     | 44                                                    |
| 87        | Mercury Systems                                            | États-Unis                | 776                                     | 97                                                    |
| 88        | FLIR Systems                                               | États-Unis                | 767                                     | 40                                                    |
| 89        | Woodward Inc.                                              | États-Unis                | 764                                     | 31                                                    |
| 90        | Day and Zimmermann                                         | États-Unis                | 741                                     | 31                                                    |
| 91        | Lumen Technologies                                         | États-Unis                | 728                                     | 4                                                     |
| 92        | Battelle                                                   | États-Unis                | 705                                     | 8                                                     |
| 93        | Hyundai Rotem                                              | Corée du Sud              | 697                                     | 30                                                    |
| 94        | Kratos                                                     | États-Unis                | 686                                     | 92                                                    |
| 95        | Embraer                                                    | Brésil                    | 653                                     | 31                                                    |
| 96        | Peraton                                                    | États-Unis                | 651                                     | 63                                                    |
| 97        | Ukroboronprom                                              | Ukraine                   | 650                                     | 47                                                    |
| 98        | Cubic Corporation                                          | États-Unis                | 634                                     | 43                                                    |
| 99        | Spirit Aerosystems                                         | États-Unis                | 613                                     | 18                                                    |
| 100       | Indra                                                      | Espagne                   | 594                                     | 17                                                    |

## Vente d'armes

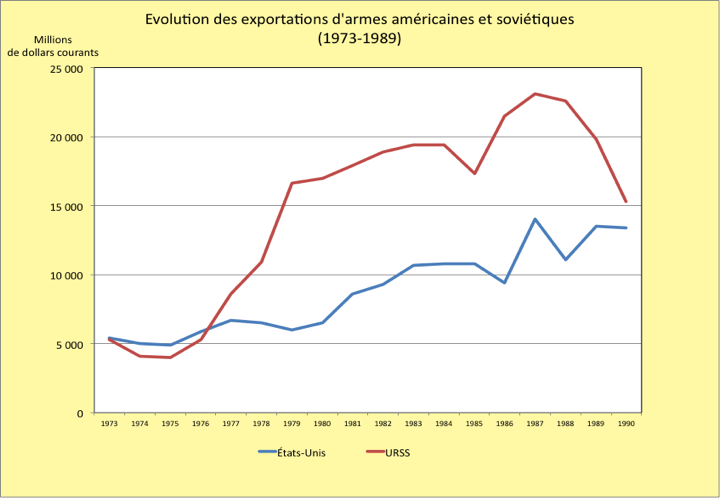
Exportations d'armements des États-Unis et de l’URSS entre 1973 et 1989 en millions de dollars courants.

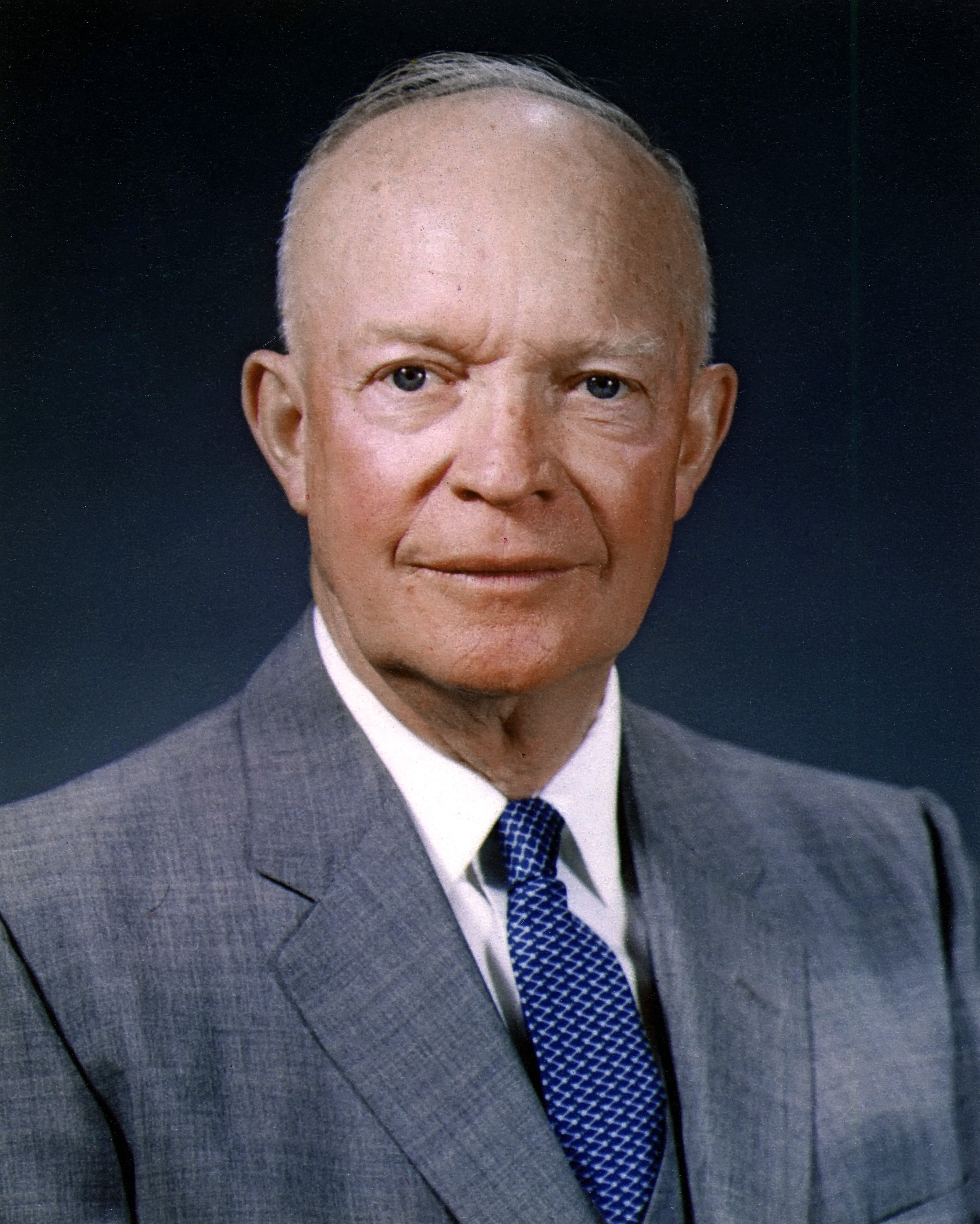
Le président Eisenhower, portrait officiel en 1959.

Les chiffres des ventes légales d'armes (hors trafic d'armes) sont difficiles à évaluer précisément. Tout d'abord parce que les contrats dans ce domaine ne sont pas toujours publics. Ensuite parce que la vente peut associer du matériel à de l'assistance militaire ou de la formation. Selon les sources, les estimations peuvent donc diverger fortement.
L'acquisition et l'entretien de l'armement représente une part importante du budget de la défense d'un pays. En 2014, ces budgets totalisaient dans le monde 1,8 billion (1 800 000 000 000) $ US.
En 2005 le rapport annuel du Congrès des États-Unis sur les ventes d'armes dans le monde a estimé qu'en 2004 la valeur totale des contrats de ventes d'armes (et tous services associés) à travers le monde était de 37 milliards de dollars, alors que l'année précédente elle était de 28,5 milliards de dollars. En 2000, elle atteignit 42,1 milliards de dollars. Si on considère non plus les contrats, mais les livraisons, la valeur pour 2004 est de 34,8 milliards de dollars, à peu près stable en monnaie constante depuis 2000.
En revanche, l'organisme Stockholm International Peace Research Institute (Sipri) évalue le volume mondial des transactions à environ 34 milliards de dollars en 2000 et 50 milliards en 2004. Entre 2002 et 2006 les ventes d’armement du Nord vers le Sud ont augmenté de 50 %.
Le président russe Dmitri Medvedev a déclaré que les exportations d'armes de la Russie atteignent en 2008 un record de 8,35 milliards de dollars, soit 800 millions de plus qu'en 2007.
En juillet 2020, le gouvernement des États-Unis a informé qu'il poursuivait la vente de drones avancés à d'autres pays. Cette décision a cependant été combattue par les législateurs américains, qui craignent la prolifération des drones dans une bien plus grande mesure, et en particulier dans des régimes autoritaires comme l'Arabie et les Émirats arabes unis, déjà impliqués dans la guerre civile au Yémen.
D'avril à juillet 2020, le président Wallon Elio Di Rupo a accordé six nouvelles licences d'exportation d'armes vers l'Arabie saoudite. Cependant, sa démarche a été réprimandée par la Ligue des droits de l'homme, la Coordination nationale d'action pour la paix et la démocratie (CNAPD) et Vredesactie, elle a été soutenue par la section belge francophone d'Amnesty International. Dans leurs plaidoyers concernant la vente d'armes, les organisations se sont alarmées de l'exportation de tourelles de chars produites par John Cockerill Defence et de véhicules blindés de la firme canadienne GDLS. Les ONG ont fait valoir que «cette reprise des exportations vers un pays soupçonné d'avoir commis des crimes de guerre au Yémen, et qui est donc en totale violation du droit international humanitaire prévu par le Traité sur le commerce des armes, nous surprend d'autant plus qu'elle a lieu à peine deux mois après que le Conseil d’État ait suspendu les licences autorisant ces exportations ».
Le 13 avril 2021, l'administration du président américain Joe Biden a procédé à plus de 23 milliards de dollars de ventes d'armes aux Émirats arabes unis. Toutefois, le 16 avril 2021, deux sénateurs démocratiques, Dianne Feinstein et Bob Menendez, ont introduit un projet de loi qui interdirait les États-Unis de la vente de Jets de combat F-35 aux Émirats.
En juin 2025, les sénateurs démocrates américains ont présenté plusieurs résolutions dans le cadre des Résolutions conjointes de désapprobation (RCA) visant à bloquer les ventes d'armes aux Émirats arabes unis, les qualifiant de pays participant à la « corruption de Trump » en raison de son investissement de 2 milliards de dollars dans le projet de cryptomonnaie de la famille Trump. Ces résolutions conjointes visaient également à saper l'implication des Émirats arabes unis dans la guerre au Soudan, où ils fournissent des armes à la milice RSF. Plus de 30 organisations de défense des droits humains, dont Amnesty International, ont envoyé une lettre commune de soutien aux RCA et ont exhorté les sénateurs à voter en faveur de ces résolutions.

### Principaux pays exportateurs d'armes
L'industrie de l'armement se structure aux États-Unis par suite de l'effort de guerre déployé pour produire « l'arsenal des démocraties » des Forces alliées pendant la Seconde Guerre mondiale. Le président Dwight David Eisenhower, président des États-Unis de 1953 à 1961 a averti ses concitoyens de l'avènement d'un complexe militaro-industriel par un discours devenu depuis renommé.
Cumulées, les exportations des États membres de l'Union européenne (UE) vers les États non-membres font de l'organisation européenne le troisième exportateur d'armes du monde avec 27 % de part de marché.
Lors d'un entretien par La Croix, Yannick Quéau, directeur de la recherche du Groupe de recherche et d'information sur la paix et la sécurité, explique que l'industrie de l'armement est « un marché très spécifique, caractérisé par un faible nombre de production et de clients, et dans lequel l'intervention des pouvoirs publics est très forte à travers la réglementation et le financement… ».
Le volume des exportations d'armes a connu une sérieuse baisse depuis les années 1980-1985, mais depuis 2003, il y a une reprise, sans atteindre le volume de 1980.
| Pays        | % des exportations mondiales |
| ----------- | ---------------------------- |
| Russie      | 31                           |
| États-Unis  | 30                           |
| France      | 9                            |
| Allemagne   | 6                            |
| Royaume-Uni | 4                            |
| Ukraine     | 2                            |
| Canada      | 2                            |
| Pays-Bas    | 2                            |
| Italie      | 2                            |
| Suède       | 2                            |

| Pays        | % des exportations mondiales |
| ----------- | ---------------------------- |
| États-Unis  | 29                           |
| Russie      | 27                           |
| Allemagne   | 7                            |
| Chine       | 6                            |
| France      | 5                            |
| Royaume-Uni | 4                            |
| Espagne     | 3                            |
| Ukraine     | 3                            |
| Italie      | 3                            |
| Israël      | 2                            |

| Pays         | % des exportations mondiales |
| ------------ | ---------------------------- |
| États-Unis   | 39                           |
| Russie       | 19                           |
| France       | 11                           |
| Chine        | 4,6                          |
| Allemagne    | 4,5                          |
| Italie       | 3,1                          |
| Royaume-Uni  | 2,9                          |
| Corée du Sud | 2,8                          |
| Espagne      | 2,5                          |
| Israël       | 2,4                          |

### Principaux pays acheteurs d'armes
Entre 2001 et 2008, selon le Congressional Research Service du Congrès des États-Unis, les dix principaux importateurs de matériel militaire étaient les suivants :
| Pays                       | en milliards de USD | % des achats mondiaux |
| -------------------------- | ------------------- | --------------------- |
| Arabie saoudite            | 36,7                | 16                    |
| Inde                       | 30,9                | 14                    |
| Émirats arabes unis        | 15,3                | 7                     |
| Chine                      | 12,9                | 6                     |
| Égypte                     | 12,3                | 5                     |
| Pakistan                   | 11,8                | 5                     |
| Israël                     | 7,1                 | 3                     |
| Syrie                      | 6,5                 | 3                     |
| Venezuela                  | 5,8                 | 3                     |
| Algérie                    | 4,9                 | 2                     |
| Reste des États développés | 80,9                | 36                    |

En 2001-2005, la Russie est le principal exportateur mondial et les deux principaux pays destinataires en sont, selon le rapport du Stockholm International Peace Research Institute (Sipri), la Chine à hauteur de 43 %, et l'Inde pour 25 %.
Entre 2009 et 2014, l'Arabie saoudite a acheté aux États-Unis pour treize milliards de dollars d'armement, ce qui représente le montant le plus élevé des pays du monde entier durant la même période. En 2014, ce pays a aussi conclu une entente avec le Canada pour l'achat de plusieurs centaines de blindés légers, contrat d'un montant de quinze milliards de dollars qui a été annulé en 2018. L'Algérie, quant à elle, est en 2017 le premier pays importateur d'armement du continent africain.

## Cadre législatif et restrictions
La vente d'armes est encadrée par des dispositions législatives strictes depuis que, en 2013, l'Organisation des Nations unies a adopté le Traité sur le commerce des armes. Ce traité, adopté par 130 pays, était ratifié par 82 pays en avril 2016.
Au Canada, la Loi sur les licences d’exportation et d’importation dispose que « tout résidant du pays ou entreprise canadienne qui souhaite exporter un article figurant sur la Liste des marchandises et technologies d’exportation contrôlée (LMTEC) doit obtenir une licence d’exportation délivrée par le ministère des Affaires étrangères du Canada ». Cette loi interdit notamment la vente d'armes à des pays hostiles, soumis à des sanctions du Conseil de sécurité des Nations unies ou dont le gouvernement viole de façon grave et répétée les droits de la personne, « à moins qu’il puisse être démontré qu’il n’existe aucun risque raisonnable que les marchandises puissent être utilisées contre la population civile ». Le flou de ce dernier critère a permis au gouvernement canadien d'autoriser une filiale de General Dynamics établie à London (Ontario) d'effectuer une importante vente de blindés légers à l'Arabie saoudite en 2016, autorisation contestée devant les tribunaux. Sous Stephen Harper, le Canada est un des rares pays à ne pas avoir signé le Traité sur le commerce des armes.

## Rapport avec les médias
Aux États-Unis, les conseils d’administration de la plupart des grands groupes médiatiques comprennent des représentants des industries de l’armement. Ainsi, le New York Times, CBS, et le Washington Post ont compté au sein de leurs conseils d’administration d'anciens secrétaires à la Défense. Certains analystes évoquent ainsi un « complexe militaro-médiatique » et posent la question de l'indépendance de la presse.

## Position de l'Église catholique
Le 2 novembre 2021, le Pape François interroge au cimetière militaire français de Rome : « Combattons-nous suffisamment pour qu'il n'y ait pas de guerres ? Pour que les économies des pays ne soient pas fortifiées par l'industrie de l'armement ? » Il ajoute que les soldats défunts demandent : « Arrêtez-vous, frères et sœurs, arrêtez. Arrêtez-vous, fabricants d'armes, arrêtez-vous ! ». Il réitère cet appel en mai 2022, dans le contexte de l'invasion russe de l'Ukraine. Ces positions suivent la doctrine du pacifisme chrétien, caractérisé à partir du XXe siècle par la volonté d'un règlement non-violent des crises.